# Dobrovolnictví

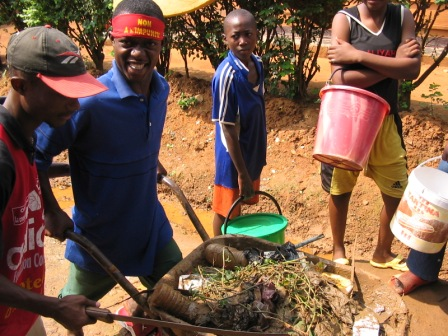
2005

Dobrovolnictví je samostatná činnost prováděná ve prospěch druhých bez nároku na finanční odměnu. Častým typem dobrovolnictví je zapojení se do činnosti neziskové organizace (někdy také nazýváno formálním dobrovolnictvím), ale mnozí lidé také slouží méně formálně, ať už jednotlivě, nebo jako součást skupiny. Tento typ dobrovolnictví je obtížněji zjistitelný, proto tito dobrovolníci nebývají zahrnováni do výzkumu a statistik zabývajících se dobrovolnictvím.
O dobrovolnictví mluvíme v případě, když člověk věnuje něco dobrovolně jiným (může jít o peníze, věci, čas, úsilí) a nežádá za to žádnou finanční náhradu. Důvody k dobrovolnictví bývají většinou morální. Patří mezi ně potřeba pomáhat druhým, měnit svět k lepšímu, případně bránit svoji vlast ve válce, pomáhat při živelní katastrofě, mírnit utrpění nemocných lidí při epidemiích atd. Časová náročnost dobrovolných činností je různá. Při velké náročnosti může někdy dojít až k syndromu vyhoření.

## Motivace a odměny
Motivace každého člověka k dobrovolné práci je jedinečná – často se ovšem jedná o kombinaci následujících faktorů:
- Altruismus – dobrovolník chce být užitečný ostatním. Většina lidí si myslí, že ve skutečnosti neexistují žádní čistě altruističtí dobrovolníci – altruismus je společnou motivací, ale nikdy ne jedinou, pokud člověk slouží trvale – vždy je přítomen nějaký osobní zisk či zadostiučinění.
- Kvalita života – dobrovolník slouží ostatním, protože tak zlepšuje svůj vlastní život. Jedná se patrně o nejdůležitější motivaci. Dobrovolníci jsou rádi s ostatními, mají rádi aktivní odpočinek a zejména pocit, že mají pro ostatní svou cenu.
- Zpětný zisk – mnoho lidí má z dobrovolnické činnosti nějaký, byť nefinanční zisk.
- Smysl služby – někteří dobrovolníci vidí spolupráci v komunitě jako zodpovědnost, kterou spolu přináší občanství – v tomto případě se někdy sami necítí být dobrovolníky.
- Náboženské přesvědčení – Mnoho náboženství vnímá službu ostatním jako duchovní povinnost nebo prostředek k dosažení vyššího duchovního postavení.
- Finanční zisk – pokud je služba motivována finančně, není člověk chápán jako dobrovolník. Přesto jsou některé organizace schopny hradit výdaje dobrovolníků, jiné poskytují něco ve smyslu stipendia nebo honoráře. Obecně vzato, čím vyšší je odměna, tím těžší je zařadit takovou službu mezi dobrovolné aktivity.
- Profesionální zkušenost – Dobrovolnictví nabízí zkušenost, kterou je možno zahrnout do profesního životopisu a zvýšit tak svou hodnotu pro zaměstnavatele.
- Společenské důvody – Dobrovolnictví je vhodným způsobem k poznání velkého množství nejrůznějších lidí a často je tak možné se snadno spřátelit.

## Organizace spojené s dobrovolnictvím
V ČR mezi nejrozšířenější a nejstarší organizace spojené s dobrovolnictvím patří:
- sbory dobrovolných hasičů (zasahují v případě požáru nebo živelních katastrof bez nároku na odměnu);
- Český červený kříž (jeho členové jsou v případě potřeby připraveni poskytnout první pomoc)
- různé neziskové organizace působící v oblasti sociálních či zdravotnických služeb
- různé turistické a okrašlovací spolky (starají se o značení turistických tras, údržbu památek apod.)
- spolky, sdružení a humanitární organizace, které se věnují pomoci lidem – zdravotně postiženým, nebo sociálně slabším
- různé organizace zaměřené na práci s dětmi a mládeží, jejich vedoucí jsou zpravidla dobrovolníci
- různé tělovýchovné jednoty, dobrovolníky jsou především cvičitelé jejich oddílů – zpravidla vykonávají činnost bez nároku na odměnu

Mezi novější, ale také velmi rozšířené organizace spojené s dobrovolnictvím patří:
- spolky ochránců přírody, jejichž členové se bez nároku na odměnu podílejí na ochraně přírody
- kluby vojenské historie, které se věnují rekonstrukci historických bitev a ochraně památek.

V ČR relativně novou formu dobrovolnictví představují krátkodobé dobrovolnické projekty, známé jako workcampy.

## Aktéři v dobrovolnictví
Aktéry v organizaci dobrovolnické služby lze rozdělit podle jejich vztahu k dobrovolníkovi.

### Vysílající organizace
Tato organizace zastupuje dobrovolníka jak vůči státu, tak vůči organizaci přijímající. Její role je významná zejména v případě mezinárodního dobrovolnictví.

### Přijímající organizace
Organizace využívající dobrovolníkovu službu.
U řady organizací (zvláště těch „starších" – jako jsou spolky dobrovolných hasičů atd.) je rozdělení na vysílající a přijímající organizaci bezpředmětné.
Většina neziskových organizací v ČR, zabývajících se dobrovolnictvím – včetně mezinárodních dobrovolnických projektů, existuje jako vysílající i přijímající organizace zároveň. Mezi nejvýznamnější patří AIESEC, INEX - sdružení dobrovolných aktivit a HESTIA.[zdroj?]

## Zakotvení dobrovolnictví v právním řádu ČR
Jak uvádí Jiří Tošner, dobrovolnictví je v České republice částečně právně upraveno zákonem č. 198/2002 Sb., o dobrovolnické službě. Je výsledkem aktivit, které proběhly během Mezinárodního roku dobrovolníků (2001). Zákon se zabývá zejména povinnostmi vysílajících a přijímajících organizací. Uvedený zákon ale pouze vymezuje podmínky za kterých stát dobrovolnickou službu realizovanou a akreditovanou dle tohoto zákona podporuje.

## Uznání
Rok 2001 byl OSN vyhlášen mezinárodním rokem dobrovolníků. Podobně je každý 5. prosinec mezinárodním dnem dobrovolníků. Rok 2011 byl vyhlášen Evropským rokem dobrovolnictví.